# Orquestra Indiana de Singapura
A Orquestra e Coral Indiana de Singapura é uma das poucas orquestras que tem um coral para completar suas performances. Eles executam aproximadamente 350 performances e são regularmente convidados para apresentar-se em concertos e festivais de Singapura, Austrália e Brunei.